# Islamiska erövringen av Levanten

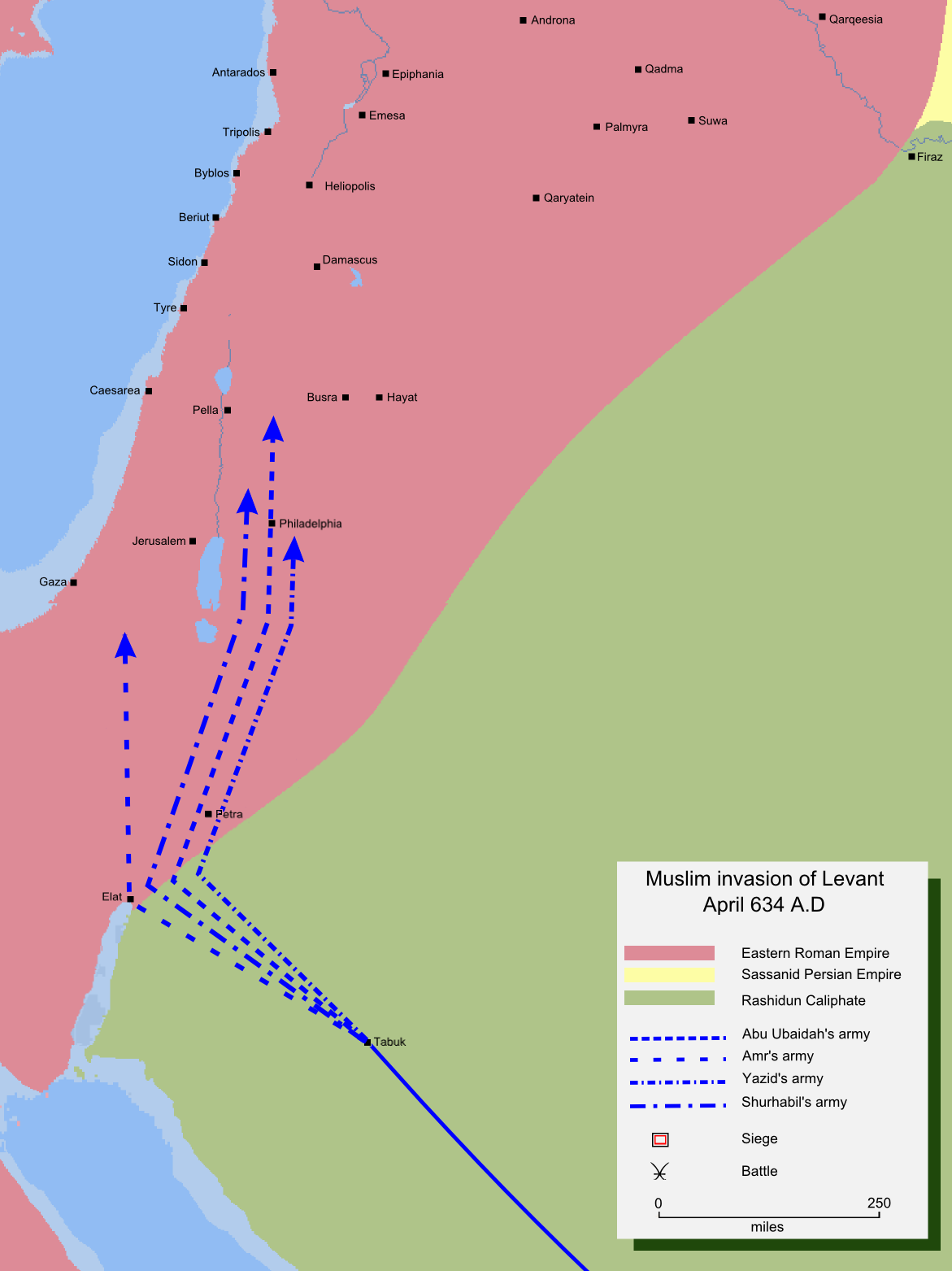
Muslimska invasionen av Levanten.

Den islamiska erövringen av Levanten, även känd som den arabiska erövringen av Syrien, syftar på det muslimska och arabiska Rashidunkalifatets erövring av det Bysantinska Syrien (regionen mellan nuvarande Syrien och Egyptens gräns) mellan 634 och 641.
Det var en del av den Islamiska expansionen och de arabisk–bysantinska krigen. Den ledde till slutet för den romerska epoken i Levanten, som varat under olika former sedan 63 f.Kr., och början av den påföljande islamiseringen av Levanten och majoritetens gradvisa övergång från kristendom till islam.

## Södra Syrien
Det började förekomma gränsstrider mellan Bysantinska riket och de muslimska araberna i slutet av 620-talet, och slaget vid Muʿtah ägde rum i Palestina år 629. I början av maj 634 inledde det nyligen skapade Rashidunkalifatet sin invasion av nordöstra Bysantinska Syrien under ledning av Khalid ibn Walid. I juni 634 segrade muslimerna i slaget vid al-Qaryatayn. Under juni-juli ägde belägringen av Bosra rum, och slutade med muslimernas seger över bysantinernas vasaller Ghassaniderna. 
Efter segern över bysantinarna slaget vid Ajnadayn 30 juni låg Syrien öppet för invasion, och muslimerna marscherade mot Damaskus. Två slag ägde rum under muslimernas mars mot Damaskus, som slutade med bysantinskt nederlag. Belägringen av Damaskus ägde rum mellan 21 augusti och 19 september 634. Efter muslimsk seger underkastades Damaskus innevånare jizya medan den bysantinska armén fick tre dagar på sig att fly undan, varpå de attackerades i slaget vid Marj al-Dibaj. 

## Palestina
Muslimerna attackerade sedan Fahl, där en stor bysantinsk garnison blockerade vägen mot Palestina. I slaget vid Fahl 23 januari 635 besegrades bysantinarna. Därefter invaderades Bysantinska Palestina. Erövringen av Bet She'an följdes av Tiberias i februari. Under Yazid ibn Abi Sufyan erövrade muslimerna Sidon, Arqa, Byblos och Beirut. I slutet av år 635 var hela södra Syrien, Libanon, Palestina och Jordanien erövrade av muslimerna, med undantag av städerna Jerusalem, Caesarea och Ashkelon. Muslimerna under Yazid ibn Abi Sufyan belägrade sedan Caesarea, och belägringen av Caesarea Maritima varade sedan i fem år fram till 640. Mellan december 635 och mars 636 ägde belägringen av Emesa rum innan staden föll. Baalbek (då kallad Heliopolis) föll i maj 636. 

## Norra Syrien
Efter Emesas fall koncentrerade sig muslimerna mot norra Syrien, där bysantinarna försökte samla sig till motattack. slaget vid Yarmuk 15-20 augusti 636 slutade med muslimernas seger över bysantinarna och innebar i praktiken slutpunkten för den muslimska erövringen av Syrien. I oktober 637 intogs Aleppo. Muslimerna attackerade sedan Antiokia, där den bysantinska kejsar Herakleios själv befann sig. Antiokia föll efter slaget vid Järnporten 30 oktober 637. Därmed var den sista resten av norra Bysantinska Syrien erövrat av muslimerna, varefter kejsaren flydde till Anatolien. 

## Jerusalem
Belägringen av Jerusalem varade mellan november 636 och april 637. Staden försvarades av patriarken av Jerusalem, Sophronius, och överlämnade sig till kalifen personligen. Jerusalems fall innebar slutpunkten för den bysantinska perioden i Palestina. 